# Saint-Gobain Betriebskrankenkasse
Die Saint-Gobain Betriebskrankenkasse war eine deutsche gesetzliche Krankenversicherung aus der Gruppe der Betriebskrankenkassen.
Sie war bundesweit geöffnet.

## Geschichte

### Die Ursprünge
Ihren Ursprung hatte die Kasse im Unternehmen Saint-Gobain.

### Fusionen und Vorgänger-Krankenkassen
- BKK Vereinigte Glaswerke Herzogenrath
- BKK Vereinigte Glaswerke Stolberg
- BKK Vereinigte Glaswerke Köln-Porz
- BKK Glas- und Spiegelmanufaktur Gelsenkirchen-Schalke
- BKK Ruhrglas GmbH
- BKK Flachglas Torgau GmbH

Zum 1. Januar 2013 wurde die Saint-Gobain Betriebskrankenkasse in die DAK-Gesundheit überführt.

## Weblink
- ehemalige Website der Saint-Gobain BKK (Memento vom 14. April 2012 im Internet Archive)